# Biodiversitätsmonitoring Schweiz
Das Biodiversitätsmonitoring Schweiz (kurz: BDM) ist ein Programm der Schweizerischen Eidgenossenschaft zur langfristigen Überwachung der Artenvielfalt in der Schweiz.

## Einleitung
Mit dem Biodiversitätsmonitoring Schweiz wird die langfristige Entwicklung der Artenvielfalt ausgewählter Organismengruppen in der Schweiz erfasst. Das Augenmerk wird dabei auf die Erhebung häufiger und verbreiteter Arten gerichtet, um fundierte Aussagen zur Entwicklung der Artenvielfalt in der „normalen“ Landschaft zu machen.
Das Biodiversitätsmonitoring Schweiz ist ein Programm des Bundesamtes für Umwelt (BAFU). Es ist ein langfristiges Projekt zur Umweltbeobachtung, vergleichbar mit anderen landesweiten Programmen, beispielsweise dem Schweizerischen Landesforstinventar (LFI), der Nationalen Beobachtung Oberflächengewässerqualität (NAWA), der Nationalen Bodenbeobachtung (NABO) und der Wirkungskontrolle Biotopschutz Schweiz (WBS). Ähnliche Programme zur Überwachung der Biodiversität gibt es auch im Vereinigten Königreich (UK Countryside Survey) und in Teilen Kanadas (Alberta Biodiversity Monitoring).

## Aufgaben und Ziele
Die Daten des Biodiversitätsmonitoring Schweiz bilden zusammen mit anderen Umweltinformationen eine wichtige Grundlage für die nationale Naturschutzpolitik und weitere, für die Biodiversität relevante Politikbereiche wie etwa die Land- und Forstwirtschaft. Mit der Unterzeichnung der UN-Biodiversitätskonvention ist die Schweiz zudem völkerrechtlich verpflichtet, die Entwicklung der biologischen Vielfalt langfristig zu überwachen.
Das Biodiversitätsmonitoring Schweiz hat die folgenden Ziele:
- Repräsentative Aussagen zur Artenvielfalt für die gesamte Schweiz (teilweise aufgegliedert nach biogeografischen Regionen[12] oder Hauptnutzungstypen wie z. B. Wiesen, Wälder, Siedlungen etc.) zu ermöglichen.
- Die Entwicklung der Artenvielfalt überall, das heisst auch auf intensiv genutzten Flächen, zu überwachen, um damit Aussagen zur Normallandschaft zu machen.
- Die Entwicklung der taxonomischen Gruppen vollständig, also unter Einbezug aller Arten, zu erfassen, und so das bereits vorhandene Wissen zu seltenen und gefährdeten Arten zu ergänzen.
- Die Veränderung der Artenvielfalt zu dokumentieren und langfristige Trends aufzuzeigen.

## Methodik

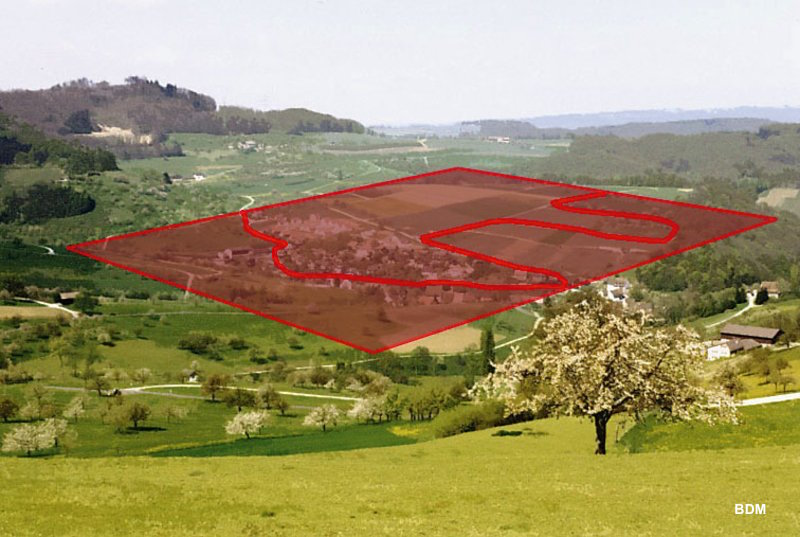
Probefläche von einem Quadratkilometer für den Indikator «Artenvielfalt in Landschaften» mit eingezeichnetem Transekt

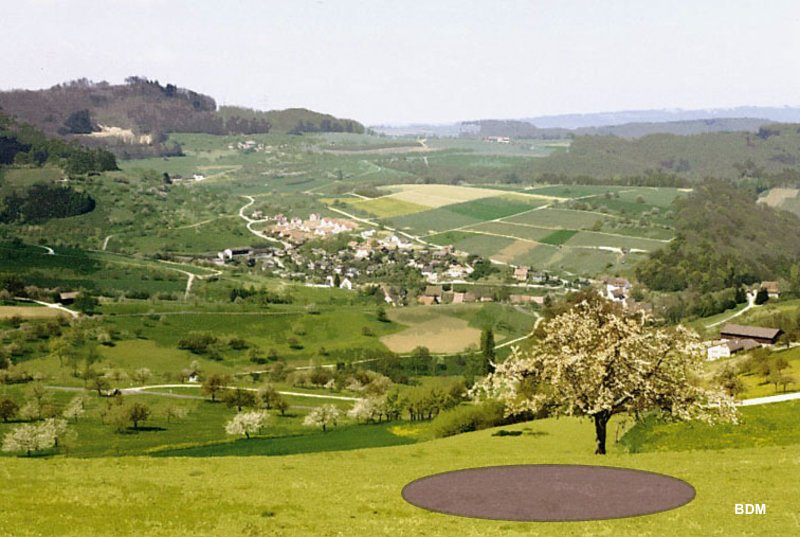
Probefläche von 10 Quadratmetern für den Indikator «Artenvielfalt in Lebensräumen»

Das Biodiversitätsmonitoring Schweiz umfasst drei Messnetze auf unterschiedlichen Skalen, welche die ganze Schweiz abdecken und eine repräsentative Stichprobe ergeben.
Das Messnetz zur Artenvielfalt in Landschaften besteht aus rund 500 Probeflächen von je einem Quadratkilometer Ausdehnung (Kilometerquadrate in Schweizer Landeskoordinaten). Auf einem genau vorgegebenen Wegstück durch diesen Quadranten (sog. Transekt) werden Gefässpflanzen, Tagfalter und Brutvögel erhoben. Die Brutvögel werden durch die Schweizerische Vogelwarte Sempach erfasst. Diese Aufnahmen sind mit dem Projekt Monitoring Häufige Brutvögel (MHB) koordiniert. Das Messnetz wurde im Jura und in der Südschweiz verdichtet, um zuverlässige Daten für diese Regionen zu erhalten.
Das Messnetz zur Artenvielfalt in Lebensräumen umfasst rund 1’450 Messpunkte von je zehn Quadratmetern. Als Lebensräume werden Wald, Wiesen und Weiden, Siedlungen, Äcker, Alpweiden und Gebirgsflächen unterschieden. Auf einer Kreisfläche werden alle vorkommenden Gefässpflanzen erfasst. Zusätzlich werden Moose gesammelt, die später durch ein Team von Spezialisten bestimmen werden, und Bodenproben genommen, um im Labor die Mollusken-Vielfalt zu erfassen.
Das Messnetz zur Erhebung der Vielfalt von Fliessgewässer-Invertebraten (Makrozoobenthos) umfasst etwa 500 Abschnitte von ca. 5–100 Metern Länge in kleineren Fliessgewässern. Erfasst werden alle Gewässerwirbellose auf Familienniveau. Zusätzlich werden die Larven von Eintagsfliegen, Steinfliegen und Köcherfliegen (sog. EPT-Artengruppe) bis auf Artnieveau bestimmt.

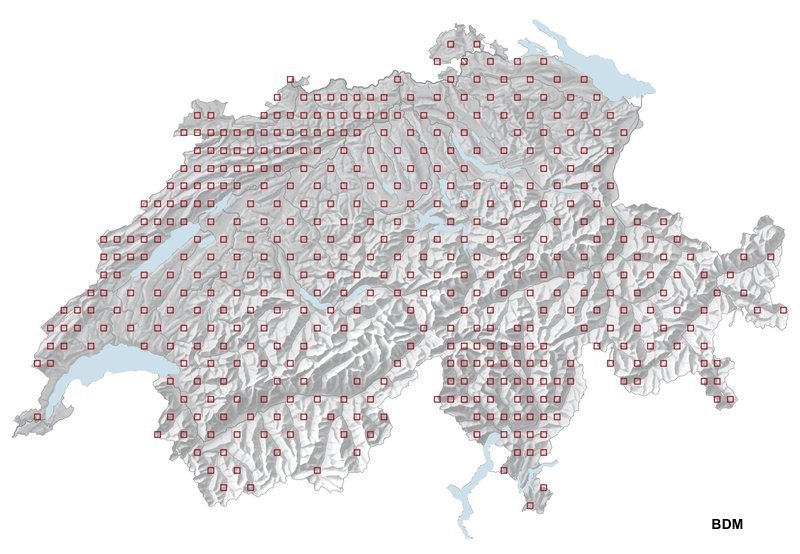
Messnetz Artenvielfalt in Landschaften
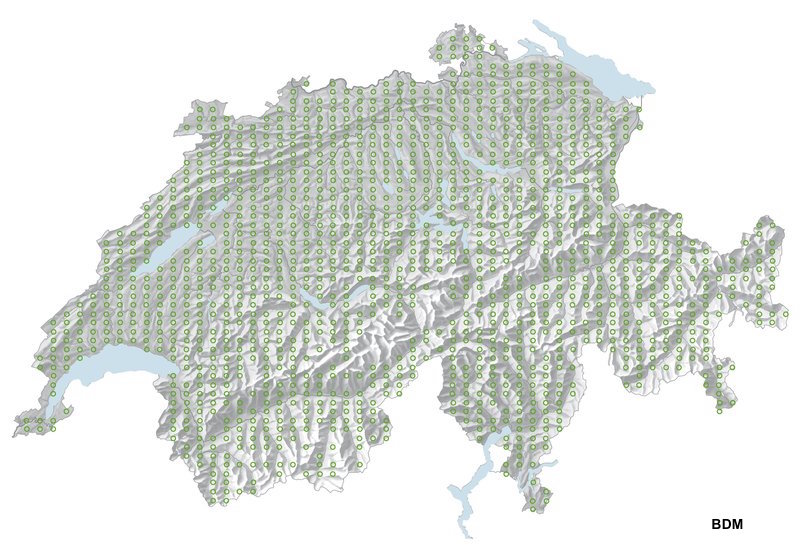
Messnetz Artenvielfalt in Lebensräumen
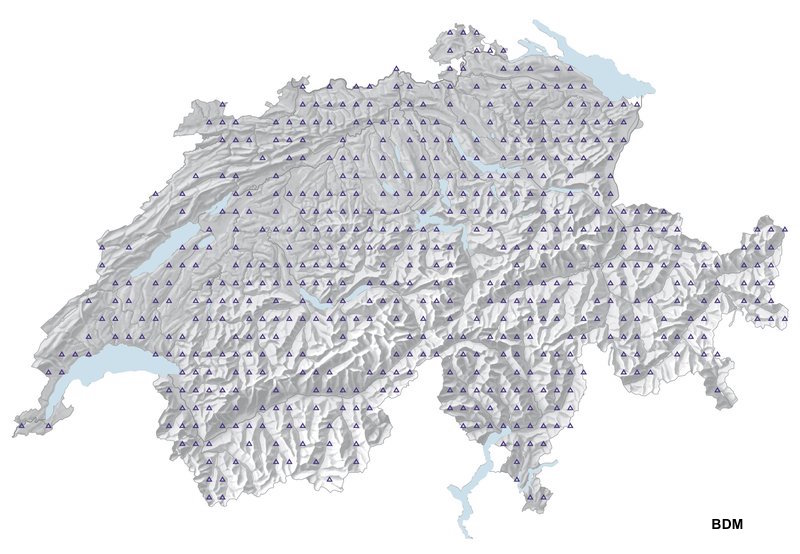
Messnetz Artenvielfalt in Fliessgewässern

Die Stichprobenflächen lassen sich genau lokalisieren, es handelt sich um sog. Dauerbeobachtungsflächen. Pro Jahr wird jeweils ein Fünftel aller Flächen beprobt, d. h. nach fünf Jahren wird eine Aufnahme am selben Standort wiederholt. Für Gefässpflanzen, Moose, Mollusken und Brutvögel wurde 2001 mit den routinemässigen Aufnahmen begonnen, 2003 kamen die Tagfaltererhebungen dazu und seit 2010 wird der Datensatz durch die Erfassung der Fliessgewässer-Invertebraten komplettiert. Die Fundorte der Arten fliessen in die Datenbanken von InfoSpecies, dem Schweizerischen Informationszentrum für Arten, ein.

## Indikatoren
Mit den gewonnenen Daten werden standardmässig vier Indikatoren berechnet:
- Der Indikator Artenvielfalt in Landschaften zeigt, wie vielfältig Flora und Fauna in der Landschaft sind. Er beschreibt den Einfluss des Lebensraummosaiks auf die Artenvielfalt.
- Der Indikator Artenvielfalt in Lebensräumen charakterisiert die kleinräumige Artenvielfalt eines Lebensraumtyps, etwa von Wiesen, Wäldern oder Siedlungen.
- Der Indikator Bestand häufiger Arten dokumentiert Veränderungen weit verbreiteter Arten. Diese sind ökologisch bedeutend, denn sie machen den Hauptteil der lebenden Biomasse aus, liefern einen wichtigen Teil der Ökosystem-Dienstleistungen und bilden eine reiche Nahrungsquelle für andere Organismen. Sie prägen das Erscheinungsbild ihrer Lebensräume und den Charakter ganzer Landschaften.
- Der Indikator Vielfalt von Artengemeinschaften untersucht, ob sich die Lebensräume und Landschaften in der Schweiz immer ähnlicher werden. Er macht somit Angaben zur Heterogenität bzw. Homogenität der Artenvielfalt.

Daneben stehen die Daten auch für verschiedene Spezialauswertungen zur Verfügung. Sie bilden Grundlage zahlreicher wissenschaftlicher Forschungsprojekte. Dank des systematischen Stichprobendesigns, der standardisierten Methodik und der Langfristigkeit des Programms können die Daten auch für neue, heute noch unbekannte Fragen verwendet werden. Ausserdem fliessen die Daten in europäische Biodiversitäts-Indikatoren ein, z. B. in den Europäischen Tagfalter-Index für Grasland der Europäischen Umweltagentur EUA. Die BDM-Daten leisteten zudem einen wesentlichen Beitrag zur Bestimmung der empirischen Belastungsgrenzen für die Stickstoffdeposition (sog. critical loads) in Europa im Zusammenhang mit dem UNECE-Übereinkommen über weiträumige grenzüberschreitende Luftverunreinigung (CLRTAP).

## Besonderheiten
Der besondere Beitrag des Biodiversitätsmonitoring Schweiz zur Untersuchung der Artenvielfalt in der Schweiz besteht darin, dass auf allen Probeflächen möglichst vollständige Artenlisten erstellt werden und somit mit grosser Wahrscheinlichkeit auch das Fehlen von Arten erkannt wird. Ausserdem werden nicht nur bekannte, sehr artenreiche Flächen oder Fundorte von Raritäten besucht, sondern zufällig bestimmte Orte, die sonst kaum untersucht würden. Somit werden auch häufige und weit verbreitete Arten erhoben. Wiederkehrende Aufnahmen am exakt gleichen Ort mit der genau gleichen Methode erlauben zudem präzise Aussagen zur Veränderung der Artenvielfalt.
Das Biodiversitätsmonitoring Schweiz gibt einen generellen Querschnitt über die gesamte Landschaft mit den unterschiedlichsten Nutzungen. Es dient als Referenz für Programme, welche die Entwicklung in ausgewählten Lebensräumen oder von speziell seltenen Arten untersuchen, beispielsweise die vom BAFU und der Forschungsanstalt WSL lancierte Wirkungskontrolle Biotopschutz Schweiz (WBS) oder die Roten Listen der Schweiz.